# Tillandsia harrisii
Tillandsia harrisii är en gräsväxtart som beskrevs av Renate Ehlers. Tillandsia harrisii ingår i släktet Tillandsia och familjen Bromeliaceae. Inga underarter finns listade i Catalogue of Life.

## Bildgalleri

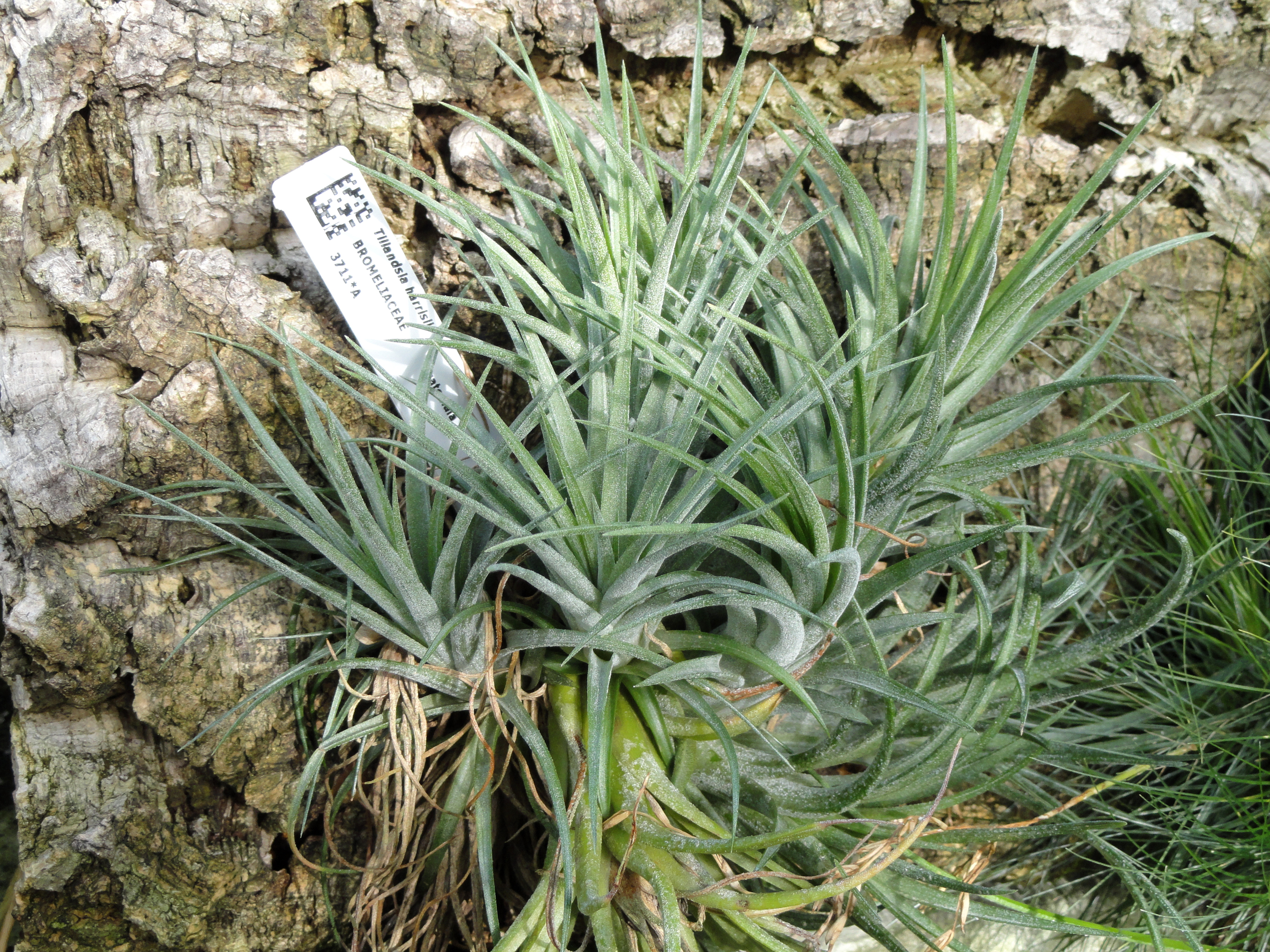